# Sitakunda
Sitakunda è un sottodistretto (upazila) del Bangladesh situato nel distretto di Chittagong, divisione di Chittagong. Si estende su una superficie di 483,97 km² e conta una popolazione di 335.178 abitanti (dato censimento 1991).